# Parlamentswahl in Grönland 2021
- IA: 12
- S: 10
- N: 4
- D: 3
- A: 2

Die Parlamentswahl in Grönland 2021 war die 14. Wahl des Inatsisartut. Sie musste spätestens vier Jahre nach der Wahl 2018, also bis zum 24. April 2022 stattfinden. Am 16. Februar 2021 legte das Parlament den Termin auf den 6. April 2021 fest.
Der Wahl wurde von einigen internationalen Medien eine Bedeutung weit über die Grenzen Grönlands hinaus beigemessen, da es um die Frage ging, ob in Grönland in Zukunft Seltene Erden abgebaut werden sollen. Dies könnte die bisherige Weltmarktdominanz der Volksrepublik China brechen. Während die Inuit Ataqatigiit im Vorfeld versprach, das Projekt zu stoppen, wurde es vor allem von der Siumut und den Demokraatit unterstützt.
Die Inuit Ataqatigiit gewann die Wahl mit dem zweitbesten Ergebnis der Parteigeschichte. Die bisher regierende Siumut verlor die Wahl somit trotz leichter Gewinne. Die Demokraatit halbierten ihr Ergebnis und wurden somit zum größten Wahlverlierer. Die beiden 2018 gegründeten Parteien Nunatta Qitornai und Suleqatigiissitsisut verloren ihren einzigen Sitz und schieden somit aus dem Parlament aus.

## Wahlrecht
Die 31 Abgeordneten des Inatsisartut werden unter Anwendung des Verhältniswahlrechts in einem landesweiten Wahlkreis bestimmt. Die Sitzzuteilung erfolgt nach dem D’Hondt-Verfahren.

## Ausgangslage

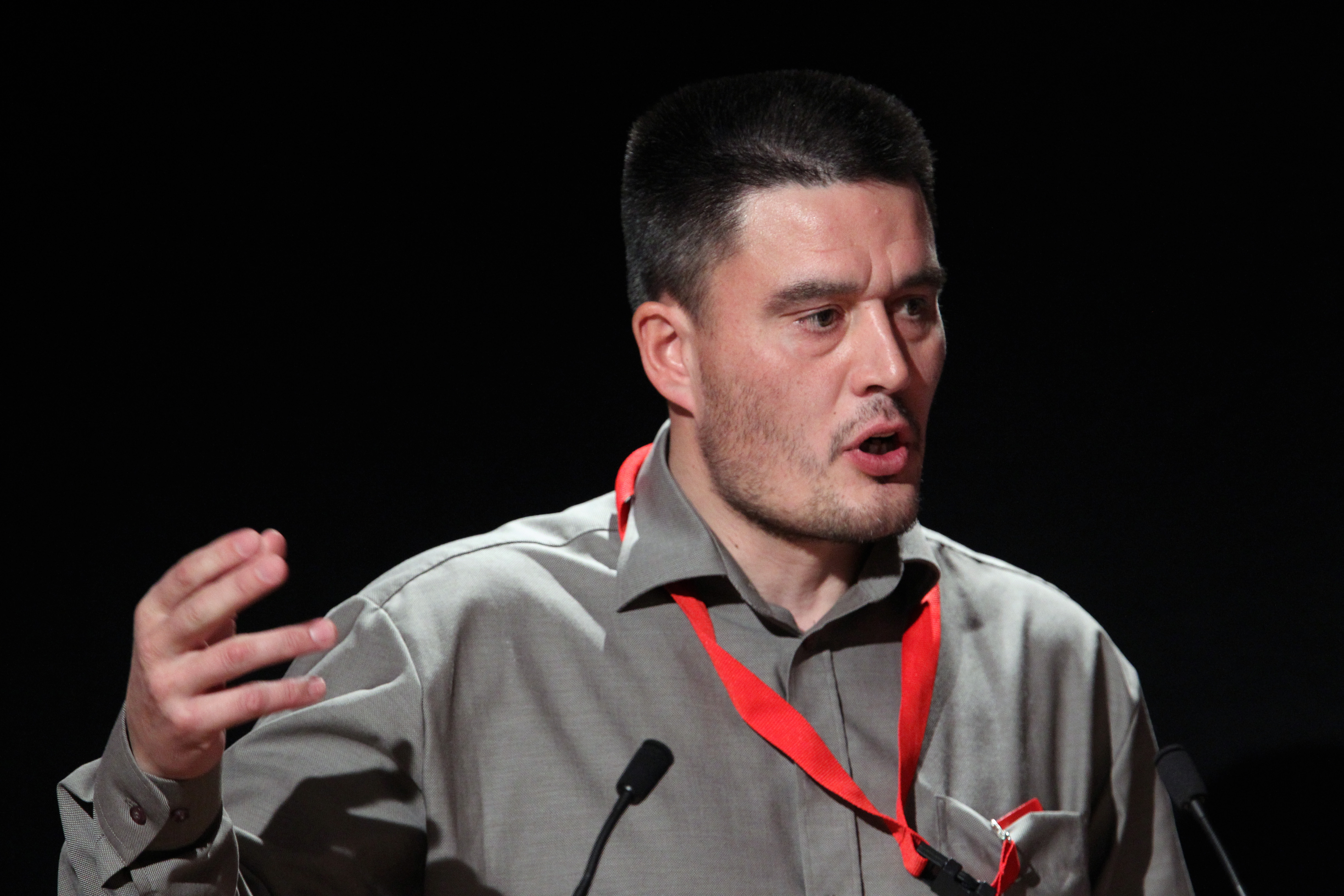
Kim Kielsen, amtierender Premierminister

Nach der Parlamentswahl 2018 waren mehrere Koalitionsregierungen gebildet worden und wieder zerbrochen. Bis auf die Inuit Ataqatigiit und die Suleqatigiissitsisut hatte jede Partei mindestens eine Zeit lang in der Regierung gesessen. Nachdem Erik Jensen im November 2020 den Parteivorsitz der Siumut von Regierungschef Kim Kielsen übernommen hatte, richtete sich die Partei neu aus. Während das bisherige Kabinett Kielsen VI das geplante Bergbauprojekt Kuannersuit (Kvanefjeld) stützte, bei dem Seltene Erden und Uran in der Nähe Narsaqs abgebaut werden sollen, zeigte sich der neue Parteivorstand zurückhaltender. Wegen des sich zuspitzenden innerparteilichen Machtkampfs kündigten die Demokraatit im Februar 2021 die Regierungszusammenarbeit auf, da sie die Haltung der Siumut zum Kuannersuit-Projekt nicht mehr eindeutig erkennen konnten. Die Oppositionsparteien Inuit Ataqatigiit, Demokraatit, Partii Naleraq und Atassut reichten daraufhin den Gesetzesvorschlag für Neuwahlen ein, der nach mehrstündiger Debatte genehmigt wurde. Das Datum wurde dabei auf den 6. April 2021 festgesetzt. Damit sollten erstmals die Parlamentswahl und die Kommunalwahl zusammen stattfinden.

## Teilnehmende Parteien
Folgende Parteien traten an:
| Partei | Partei               | Kürzel | Deutsche Bedeutung     | Ausrichtung                                   | Vorsitzender          |
| ------ | -------------------- | ------ | ---------------------- | --------------------------------------------- | --------------------- |
|        | Siumut               | S      | Vorwärts               | sozialdemokratisch                            | Erik Jensen           |
|        | Inuit Ataqatigiit    | IA     | Gemeinschaft der Inuit | demokratisch-sozialistisch                    | Múte B. Egede         |
|        | Demokraatit          | D      | Demokraten             | sozialliberal                                 | Jens Frederik Nielsen |
|        | Naleraq              | N      | Peilmarke              | zentristisch, separatistisch, populistisch    | Hans Enoksen          |
|        | Atassut              | A      | Gemeinsinn             | konservativ, wirtschaftsliberal, unionistisch | Aqqalu Jerimiassen    |
|        | Suleqatigiissitsisut | SA     | Zusammenarbeitende     | sozialliberal, unionistisch                   | Tillie Martinussen    |
|        | Nunatta Qitornai     | NQ     | Kinder unseres Landes  | separatistisch                                | Vittus Qujaukitsoq    |

Die Partii Naleraq benannte sich vor der Wahl in Naleraq um.

## Kandidaten
Bei der Wahl traten 189 Kandidaten an, die sich folgendermaßen auf die einzelnen Parteien verteilen:
| Partei               | Kandidaten |
| -------------------- | ---------- |
| Siumut               | 60         |
| Inuit Ataqatigiit    | 43         |
| Demokraatit          | 22         |
| Naleraq              | 30         |
| Atassut              | 17         |
| Suleqatigiissitsisut | 8          |
| Nunatta Qitornai     | 8          |
| Einzelkandidaten     | 1          |

Mit Ausnahme von Hermann Berthelsen, Jens Danielsen und Karl-Kristian Kruse (alle Siumut) treten alle bisherigen Parlamentsmitglieder erneut an. Dazu kommen einige Kandidaten, die bereits bei vorherigen Legislaturperioden Mitglied gewesen waren, 2018 aber nicht antraten oder nicht gewählt wurden: Evelyn Frederiksen, Anemarie Schmidt Hansen, Pitsi Høegh, Otto Jeremiassen, Thomas Kristensen, Knud Kristiansen, Akitsinnguaq Olsen (alle Siumut), Hans Aronsen, Harald Bianco, Isak Hammond, Kristian Jeremiassen, Bendt B. Kristiansen, Kalistat Lund, Asii Chemnitz Narup, Naaja H. Nathanielsen, Johan Lund Olsen, Villy Olsvig (alle Inuit Ataqatigiit), Anthon Frederiksen, Finn Karlsen (alle Naleraq)

## Umfragen
Vor der Wahl wurden vereinzelt Umfragen durchgeführt. Bei diesen ging die Inuit Ataqatigiit jeweils als Sieger hervor, wobei die Zustimmungswerte zum Ende der Legislaturperiode auf Kosten vor allem der Demokraatit stark anstiegen. Die beiden jüngsten und kleinsten Parteien Suleqatigiissitsisut und Nunatta Qitornai verlieren den Umfragen zufolge ihren einzigen Parlamentssitz. Die Zahl in Klammern gibt die Anzahl der prognostizierten Parlamentssitze an.
| Datum                          | Siumut      | Inuit Ataqatigiit | Demokraatit | Naleraq    | Atassut   | Suleqatigiissitsisut | Nunatta Qitornai |
| Parlamentswahl (6. Apr. 2021)  | 30,1 % (10) | 37,4 % (12)       | 9,3 % (3)   | 12,3 % (4) | 7,1 % (2) | 1,4 % (0)            | 2,4 % (0)        |
| ------------------------------ | ----------- | ----------------- | ----------- | ---------- | --------- | -------------------- | ---------------- |
| März 2021                      | 23,2 % (8)  | 36,0 % (12)       | 13,4 % (4)  | 16,4 % (5) | ? % (2)   | 2,2 % (0)            | ? % (0)          |
| Februar 2021                   | 29,4 % (9)  | 38,4 % (13)       | 11,3 % (3)  | 12,2 % (4) | 6,8 % (2) | 0,7 % (0)            | 1,2 % (0)        |
| Dezember 2020                  | 31,0 % (10) | 34,5 % (12)       | 12,7 % (4)  | 11,0 % (3) | 6,1 % (2) | 2,1 % (0)            | 2,6 % (0)        |
| Januar 2019                    | 28,7 % (10) | 30,6 % (10)       | 21,7 % (7)  | 10,3 % (3) | 4,5 % (1) | 2,5 % (0)            | 2,2 % (0)        |
| Parlamentswahl (25. Apr. 2018) | 27,4 % (9)  | 25,8 % (8)        | 19,7 % (6)  | 13,6 % (4) | 6,0 % (2) | 4,1 % (1)            | 3,5 % (1)        |

## Ergebnis
| Listen            | Listen                      | Stimmen | %    | +/-   | Mandate | +/- |
| ----------------- | --------------------------- | ------- | ---- | ----- | ------- | --- |
|                   | Inuit Ataqatigiit (IA)      | 9.933   | 37,4 | +11,1 | 12      | +4  |
|                   | Siumut (S)                  | 7.986   | 30,1 | +2,3  | 10      | +1  |
|                   | Naleraq (N)                 | 3.252   | 12,3 | −1,4  | 4       | ±0  |
|                   | Demokraatit (D)             | 2.454   | 9,3  | −10,4 | 3       | −3  |
|                   | Atassut (A)                 | 1.878   | 7,1  | +1,0  | 2       | ±0  |
|                   | Nunatta Qitornai (NQ)       | 639     | 2,4  | −1,1  | —       | −1  |
|                   | Suleqatigiissitsisut (SA)   | 376     | 1,4  | −2,7  | —       | −1  |
|                   | Max Madsen (Einzelbewerber) | 10      | 0,0  | neu   | —       | —   |
| Gesamt            | Gesamt                      | 26.528  | 100  |       | 31      | –   |
|                   |                             |         |      |       |         |     |
| Ungültige Stimmen | Ungültige Stimmen           | 581     | 2,1  |       |         |     |
| Wähler            | Wähler                      | 27.109  | 65,9 |       |         |     |
| Wahlberechtigte   | Wahlberechtigte             | 41.126  |      |       |         |     |
|                   |                             |         |      |       |         |     |
| Quellen: valg.gl  |                             |         |      |       |         |     |

## Folgen
Múte B. Egede kündigte Gespräche mit allen Parteien an, die etwa bis zum 15. April andauern sollen. Die Naleraq zeigte sich offen für eine Zusammenarbeit, die eine knappe Mehrheit bedeuten würde. Am 9. April beendeten die Demokraatit die Gespräche mit der Inuit Ataqatigiit von ihrer Seite, während Siumut, Naleraq und Atassut diese weiterführten. Am 13. April beendete die Inuit Ataqatigiit die Gespräche mit der Siumut und verhandelte nunmehr nur mit den anderen beiden Parteien. Am 16. April unterschrieben Múte B. Egede und Hans Enoksen den Koalitionsvertrag zwischen Inuit Ataqatigiit und Naleraq und präsentierten das Kabinett Egede I. Die Atassut sicherte zu, die knappe Mehrheit der Koalition zu stützen, ohne ein Teil dieser zu sein.